# Прах времён
«Прах времён» (англ. Ashes of Time) — фильм-притча режиссёра Вонга Карвая, снятый им в 1994 году по мотивам романа Цзинь Юна (Луиса Чжа) «Предания о героях, стреляющих в орлов». В 2008 году была выпущена авторская версия картины, сделанная для адаптации к американскому кинопрокату. Она на 7 минут короче.

## Сюжет
Фэн Оуян, после того, как любимая женщина отвергла его, покинул родной дом на Горе Белого Верблюда и стал жить в Западной Пустыне. Он занимается тем, что находит наёмных убийц и тех кто готов заплатить за убийство, зарабатывая тем самым себе на жизнь. Общаясь с убийцами и заказчиками, Фэн Оуян постепенно осознает своё одиночество.
Раз в год его навещает друг, который однажды привозит ему вино забвения, выпив которое, можно забыть своё прошлое…

## В ролях
- Мэгги Чун — женщина
- Тони Люн Чу Вай — слепой фехтовальщик
- Чарли Ян — молодая девушка
- Бриджит Линь — Мужун Ян, Мужун Инь
- Лесли Чун — Фэн Оуян
- Джеки Чун (Цзёнг Хокъяу) — Хун Цигун
- Тони Люн Ка Фай (Лёнг Гафаи) — Хуан Яоши
- Ли Бай — жена Хун Цигуна
- Карина Лау (Лау Галин) — Таохуа («Цветок персика»)

## Награды
Победитель
- 1994 Golden Horse Film Festival
  - Лучшая операторская работа
  - Лучший монтаж
- 1994 Venice Film Festival
  - Лучший оператор
- 1995 Hong Kong Film Critics Society Awards
  - Лучший режиссура
  - Лучший фильм
  - Лучший сценарий
- 1995 14-я Гонконгская кинопремия
  - Лучшая работа художника-постановщика
  - Лучший операторская работа
  - Лучший дизайн костюмов
- 1997 Fant-Asia Film Festival
  - 3-е место в номинации «Лучший азиатский фильм»

Номинации
- 1995 Hong Kong Film Awards
  - Лучшая постановка драк
  - Лучший режиссура
  - Лучший монтаж
  - Лучший саундтрек
  - Лучший фильм года
  - Лучший сценарий